# Joan Murrell Owens
Joan Murrell Owens (* 30. Juni 1933 in Miami, Florida, Vereinigte Staaten; † 25. Mai 2011 in  Washington, D.C., Vereinigte Staaten) war eine US-amerikanische Meeresbiologin und Hochschullehrerin. Sie war Professorin an der Howard University. Sie beschrieb die neue Gattung Rhombopsammia und drei neue Arten von Knopfkorallen, R. niphada, R. squiresi und Letepsammia franki.

## Leben und Werk

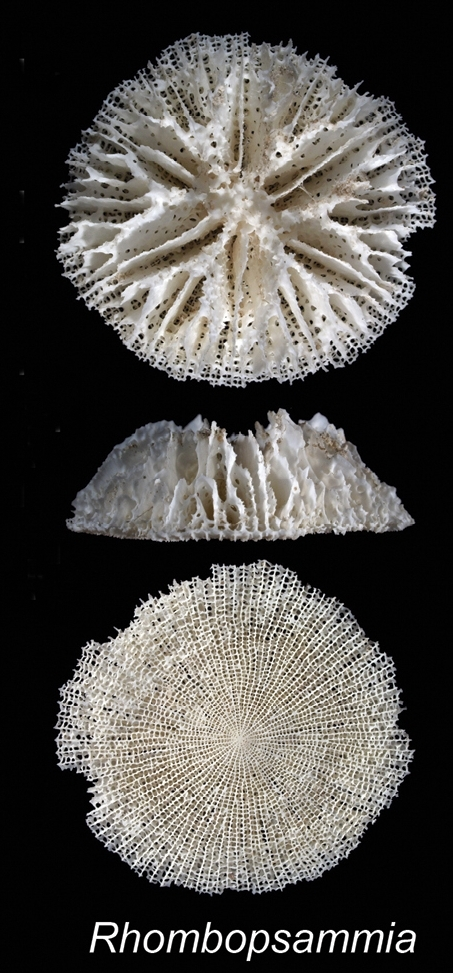
Rhombopsammia niphada

Owens war die jüngste der drei Töchter des Zahnarztes William Murrell und dessen Frau Leola Murrell. Ihre Eltern, ihre Tanten und Onkel, ihre Schwestern und alle ihre Cousins hatten eine Hochschulausbildung, was zu Beginn des 20. Jahrhunderts eine Seltenheit war. Inspiriert von Büchern von Jacques Cousteau und Eugenie Clark wollte sie Meeresbiologin werden, doch die Möglichkeiten für afroamerikanische Frauen waren damals begrenzt. Sie erwarb 1950 ihren Abschluss an der Booker T. Washington High School in Miami und erhielt ein Stipendien von der Pepsi-Cola Company und ein Sarah Maloney Kunststipendium. Die Stipendien finanzierten einen Teil ihres Studiums, wobei ihr Vater den Großteil ihrer Studiengebühren bezahlte.
Owens studierte Kunst an der Fisk University, die keinen Abschluss in Biologie anbot. Sie erhielt 1954 ihren Abschluss in Kunst mit den Nebenfächern Mathematik und Psychologie. Sie setzte ihre Ausbildung an der University of Michigan fort, wo sie 1956 einen Master of Science in Beratungslehre mit Schwerpunkt Lesetherapie erhielt. Anschließend unterrichtete sie zwei Jahre lang an der Kinderpsychiatrie der University of Michigan und wechselte dann 1957 zur Fakultät der Howard University in Washington, D.C, wo sie sich auf Förderunterricht in Englisch spezialisierte.
In den 1960er Jahren zog sie nach Newton (Massachusetts). Dort entwarf sie für das Institute for Services to Education Programme für den Englischunterricht von bildungsfernen Schülern. Diese Arbeit diente als Modell für das Upward Bound-Programm des US-Bildungsministeriums. Während dieser Zeit heiratete Murrell Frank A. Owens, mit dem sie zwei Töchter bekam.
Als sie entdeckte, dass ihre männlichen Kollegen mehr als sie verdienten, bewarb sie sich mit Unterstützung ihres Freundes und Kollegen Philip Morrison am MIT an der George Washington University. Um ihr Studium zu finanzieren, arbeitete sie als Museumstechnikerin im National Museum of Natural History der Smithsonian Institution, wo sie die Exemplare der Paläontologie-Abteilung katalogisierte. 1973 erhielt sie in Geologie ihren Bachelor-Abschluss, 1976 ihren Master-Abschluss und arbeitete weiter an ihrer Promotion.
1976 kehrte sie als Professorin für Geologie an die Howard University zurück. Da Owens an Sichelzellenanämie litt, war ihre Forschung dadurch eingeschränkt, dass sie nicht unter Wasser tauchen konnte, um nach Proben zu suchen. Stattdessen führte sie ein Laborprojekt am Smithsonian Institut durch und arbeitete mit Korallenproben einer britischen Expedition aus dem Jahr 1880. Für ihre Promotion befasste sich mit bestimmten Arten von Tiefsee-Knopfkorallen, einer Gruppe von Steinkorallen, die sich dadurch auszeichnen, dass sie keine Kolonien bilden.
1984 promovierte sie an der George Washington University mit der Dissertation Microstructural changes in the Scleractinian families Micrabaciidae and Fungiidae and their taxonomic and ecologic implications.
Sie setzte dann ihre Forschung am Smithsonian Institut fort, wo sie Knopfkorallen klassifizierte und untersuchte, während sie 1986 zur außerordentlichen Professorin im Fachbereich Geologie und Geographie der Howard University aufstieg. Sie beschrieb 1986 die neue Gattung Rhombopsammia und ihre beiden Arten und fügte 1994 der Gattung Letepsammia eine neue Art hinzu, die sie L. franki nach ihrem Ehemann benannte. Sie veröffentlichte auch eine Hypothese darüber, warum diese Tiefseekorallen im Gegensatz zu den meisten Flachwasserkorallen mobil sind.
Owens starb 2011 im Alter von 77 Jahren.

## Veröffentlichungen (Auswahl)
- Rhombopsammia, a New Genus of the Family Micrabaciidae (Coelenterata: Scleractinia). Proceedings of the Biological Society of Washington. 99 (2), 1986,  S. 248–256.
- On the Elevation of the Stephanophyllia Subgenus Letepsammia to Generic Rank (Coelenterata: Scleractinia: Micrabaciidae). Proceedings of the Biological Society of Washington. 99 (3),1986, S. 486–488.
- Letepsammia franki, a New Species of Deep-Sea Coral (Coelenterata: Scleractinia: Micrabaciidae). Proceedings of the Biological Society of Washington. 107 (4), 1994, S. 586–590.